# 1187 Afra
1187 Afra è un asteroide della fascia principale del diametro medio di circa 31,83 km. Scoperto nel 1929, presenta un'orbita caratterizzata da un semiasse maggiore pari a 2,6402351 UA e da un'eccentricità di 0,2219255, inclinata di 10,72459° rispetto all'eclittica.
L'origine del suo nome è sconosciuta.